# Horní Měcholupy
Horní Měcholupy (německy Ober Miecholup) jsou městská čtvrť a katastrální území Prahy. Je zde evidováno 36 ulic a 571 adres. Žije zde asi 13 tisíc obyvatel. Horní Měcholupy jsou společně s Hostivaří součástí městské části Praha 15 a jsou sídlem jejího úřadu.

## Historie
Název Měcholupy pravděpodobně vznikl podle lupičů cestovních zavazadel zvaných měchy.
Nejstarší dochované zmínky jsou o osobách, které pocházely z Měcholup, bez rozlišení Horních a Dolních. Roku 1293 je zmiňován Albert z Měcholup (pravděpodobně z tvrze v Dolních Měcholupech) jako kněz u sv. Jiljí, v letech 1309 a 1322–1349 jsou zmiňováni bratři bratři Albert a Mikeš. Horní Měcholupy byly roku 1353 zmiňovány jako Mecholup Minor (Malé Měcholupy), Petrovice se dříve nazývaly Měcholupce. K roku 1567 se vztahuje první doklad o působení kováře v Horních Měcholupech. Roku 1654 patřily Měcholupy k uhříněveskému panství. Tereziánský katastr zmiňuje 6 selských usedlostí, krčmu a kovárnu. Roku 1845 měly Horní Měcholupy 16 domů se 79 obyvateli, roku 1849 kolem 90 obyvatel, kolem roku 1900 již 213 obyvatel ve 27 domech. Roku 1899 byl založen místní sbor dobrovolných hasičů.
Se zavedením obecního zřízení roku 1850 tvořily oboje Měcholupy s Petrovicemi dohromady jednu obec Měcholupy, roku 1867 byly rozděleny na tři samostatné obce (jiné zdroje však uvádějí jako rok osamostatnění Horních Měcholup 1920). Politicky patřily Měcholupy do žižkovského okresu, soudně do říčanského, poštou od roku 1872 do Hostivaře, farou do Čestlic. Roku 1936 byly upraveny hranice s Petrovicemi, roku 1951 s Prahou, po připojení k Praze pak roku 1976 byla oblast budoucího sídliště Hornoměcholupská připojena k Hostivaři, k 1. lednu 1988 naopak připojeno přes 26 hektarů z Hostivaře a opět upraveny hranice s Petrovicemi. Oboje Měcholupy i Petrovice byly k Praze připojeny současně roku 1968 a zachovaly si vlastní MNV (dnes úřady a zastupitelstva městských částí), od 24. listopadu 1990 se Horní Měcholupy staly samosprávnou městskou částí a od 18. listopadu 1994 byla do jejího obvodu připojena i Hostivař a městská část přejmenována na Prahu 15.
Jádrem vesnice byla až do 70. let 20. století oblast mezi dnešními ulicemi Ravennská a Boloňská (severním koncem do této oblasti směřuje dnešní ulice U statku). Dvůr na místě dnešního kulturního centra novogotickým vzhledem připomínal zámeček. Doklady o něm jsou od roku 1862. Při výstavbě sídliště Horní Měcholupy-Petrovice, která byla zahájena roku 1978, selské vesnické jádro prakticky zaniklo, zachovány zůstaly novější řadové rodinné domky. Počet obyvatel vzrostl ze 799 v roce 1980 na 10 124 v roce 1991.
Obec byla původně jen zemědělská. Roku 1938 vznikl u železniční zastávky malý závod na výrobu celuloidových výrobků. Roku 1968 byla v severní části území zprovozněna první část plynárny Měcholupy, jejíž plynojem válcovitého tvaru o objemu 300 tisíc m3, největší suchý plynojem v republice, se na několik desetiletí stal místní dominantou; technologicky byl odstaven roku 1981. Ve východní části vznikly dočasné areály Armabeton a Pozemní stavby Zlín.

## Obecní symboly
Městská část Horní Měcholupy užívala v letech 1992–1994 vlajku (v té době se používal pojem prapor), tvořenou listem o poměru stran 2:3 se čtyřmi vodorovnými pruhy v poměru šířek 2:1:1:2 – červeným, bílým, žlutým a červeným. Vlajku schválilo pražské zastupitelstvo 24. června 1993 a přjata byla rozhodnutím předsedy PS PČR (v té době Milan Uhde) č. 14/1994 ze dne 12. dubna 1994. Po vytvoření městské části Praha 15 (do té doby byly Horní Měcholupy součástí Prahy 10) vlajka zanikla (zřejmě se jednalo o první zaniklý obecní symbol, udělený podle zákona o obcích z roku 1990). Praha 15 přijala symboly nové.

Vlajka Horních Měcholup (1994) Poměr stran: 2:3

## Doprava
Železniční zastávka Praha-Horní Měcholupy na trati 221 (linky S9) z Prahy do Strančic a Benešova leží v blízkosti mostu do Dolních Měcholup. Vlak projíždí Měcholupy již od roku 1871, původně však bylo nutno docházet na nádraží do Hostivaře, zastávka Horní Měcholupy byla uvedena do provozu 13. května 1926, původně s nástupištěm jen na dolnoměcholupské straně, roku 1960 bylo postaveno i druhé nástupiště.
Až do 70. let 20. století byla centrem vesnice křižovatka v místech dnešního vyústění Holoubkovské ulice do ulice Milánské, kousek jižně od dnešní autobusové zastávky a kulturního centra Na Vartě. Silnice do Hostivaře vedla ve stopě dnešní Lochotínské ulice, silnice do Dolních Měcholup zhruba oblastí dnešní Ravennské ulice směrem k dnešní ulici K Měcholupům, silnice do Petrovic po dnešní Holoubkovské ulici a dále přímým směrem, silnice do Petrovic po dnešní Bolevecké a Edisonově a po přímé spojnici mezi nimi. V sedmdesátých letech již stála v severní části katastrálního území Plynárna Měcholupy. Při výstavbě sídliště Horní Měcholupy-Petrovice na přelomu 70. a 80. let byly původní přímé silniční směry zrušeny a zastavěny a nahrazeny novými páteřními ulicemi, které oblast procházejí obloukovitě.
Horní Měcholupy napojuje Hornoměcholupská ulice na bývalé Maratovo náměstí v Hostivaři, druhým koncem na Novopetrovickou ulici, která směřuje k Uhříněvsi a k Jižnímu Městu. S Dolními Měcholupy jsou Horní Měcholupy spojeny mostem přes železniční trať 221 a ulicí K Měcholupům. Most z roku 1970 prošel roku 2005 výměnou.
Autobusová doprava byla nejprve zavedena na Černokostelecké silnici přes Dolní Měcholupy. Roku 1930 byla městská linka A prodloužena od centra do Hostivaře. První autobusovou linku přímo přes Horní Měcholupy zavedl roku 1931 velkopopovický podnikatel Vodenka a šlo o linku z Velkých Popovic na náměstí krále Jiřího na Vinohradech. Od 4. září 1933 linku v podobné trase (k Wilsonovu nádraží) začaly provozovat pod číslem 1019 státní ČSD a (s přerušením v závěru roku 1933) ji provozovaly až do roku 1941. V letech 1941–1964 byly Horní Měcholupy opět bez autobusové dopravy. 27. září 1964 byla zavedena linka ČSAD číslo 01123, později 1080, jedoucí z Hostivařské průmyslové oblasti přes Horní Měcholupy do Petrovic, Pitkovic a Čestlic. Brzy po připojení k Praze, od 30. září 1968, byla zavedena nová městská linka 154 ze Spořilova přes Chodov a Petrovice do Hostivaře na náměstí J. Marata. Tato linka s různými obměnami jezdí přes Horní Měcholupy dosud, avšak obchvatem kolem železniční zastávky. Roku 1973 byla zavedena linka v trase Chodov – Hostivař, Autorenova.
S prodloužením linky A metra do stanice Strašnická byla od 12. července 1987 do sídliště Horní Měcholupy-Petrovice zavedena též rychlejší linka 271.
Linky 154 a 271 tvořily páteř dopravní obsluhy Horních Měcholup (obě jezdily mezi stanicemi linky A Skalka a linky C Háje) do září 2012, kdy byly nahrazeny linkami 125 a 183. Autobusová linka 183 zajišťuje spojení do oblasti Severního Města. Dále autobusová linka 240 spojuje sídliště s linkou B Černý Most. V noci přes sídliště jezdí linka 511 z centra přes Jižní Město k tramvajové konečné Nádraží Hostivař.
V průběhu historie se v Horních Měcholupech objevily též linky 187 (6. dubna 1973 – 5. dubna 1981), 204 (od 4. dubna 1975), 220 (původně 51, od 28. března 1978 do 28. ledna 2001), 136 (od 4. listopadu 1984 do 11. července 1987), 181 (od 4. listopadu 1984 do 4. července 1990), 505 (od 4. listopadu 1984), školní linka 429 (od 2. září 1985 do 27. června 1986), 464 (od 1. února 1989 do 4. července 1990), 183 (od 5. července 1990), 111 (od 3. dubna 1995), 506 (od 18. listopadu 1995), školní linka 570 (od 4. září 2000) a nákupní linka 103103 (Europark 2, od roku 2003 do 31. 1. 2009).

## Ulice
Ve vilkové zástavbě jsou ulice pojmenované po obcích v západních Čechách; například Holoubkovská (Holoubkov), Stadická (Stadice), Lochotínská (Lochotín), Bolevecká (Bolevec).
Ulice na sídlišti nesou vesměs jména severoitalských měst, například: Milánská (Miláno), Veronské náměstí (Verona), Livornská (Livorno), Turínská (Turín) nebo Padovská (Padova). Nejnovější zástavba je v ulicích Veronské náměstí, Turínská, Padovská, Evy Olmerové, Nad Přehradou, Mantovská, Modenská a Hornoměcholupská.

### Seznam ulic
Bolevecká, Boloňská, Dačická, Drtikolova, Dubská, Dýšinská, Ejpovická, Evy Olmerové, Hákova, Holoubkovská, Hornoměcholupská, Janovská, Jaroměřská, K Měcholupům, Kaznějovská, Kožlanská, Křimická, Livornská, Lochotínská, Mantovská, Milánská, Modenská, Na Kameni, Na Křečku, Nad Přehradou, Neapolská, Novarská, Ovesná, Padovská, Parmská, Pod Vartou, R.A.Dvorského, Ravennská, Stadická, Sudkova, Turínská, U Statku, V Aleji, Veronské náměstí.

## Příroda
Horní Měcholupy se nacházejí nedaleko Hostivařské přehrady a lesoparku.

## Fotogalerie

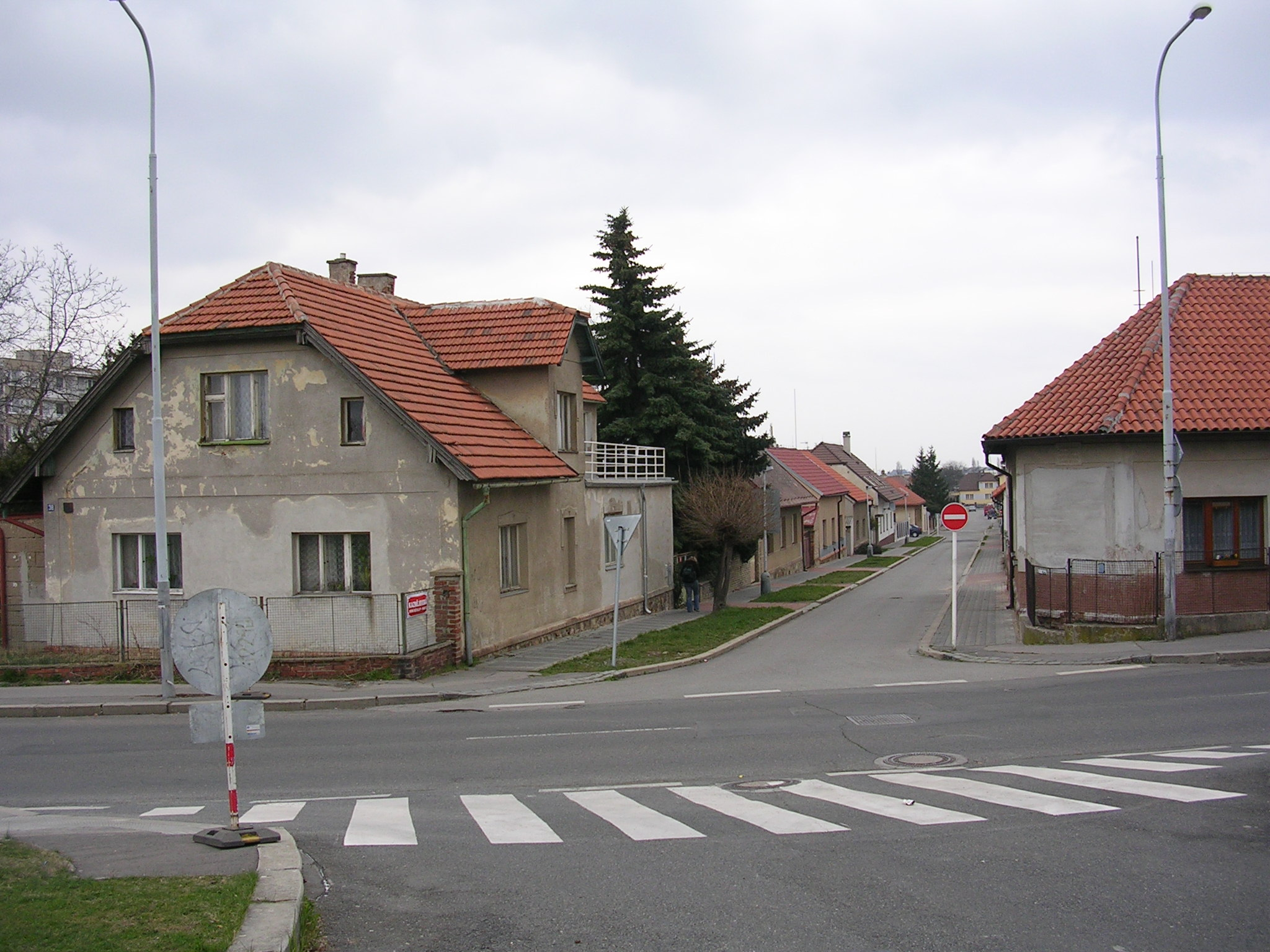
Kaznějovská ulice
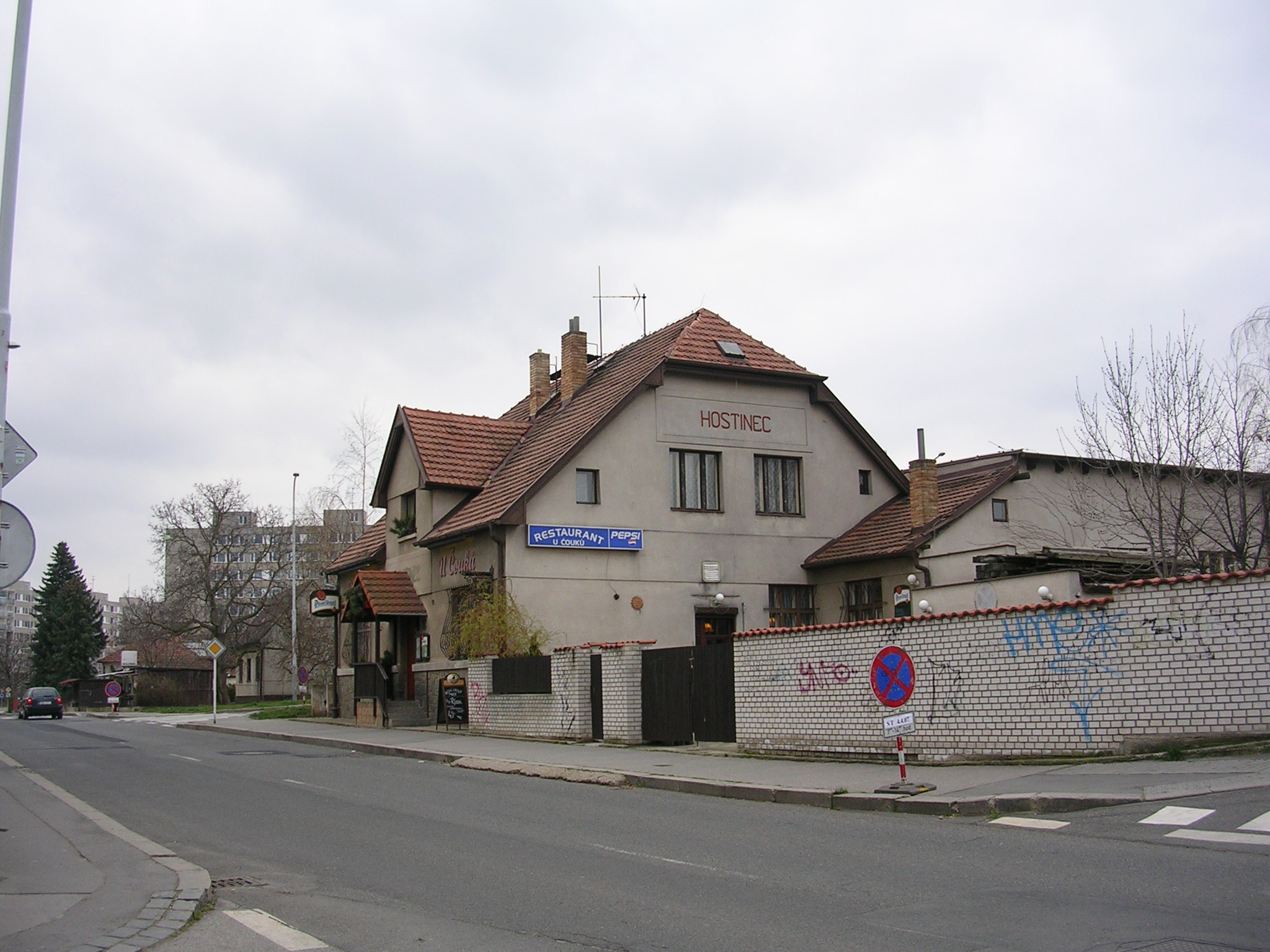
Hostinec U Čouků v Holoubkovské ulici ve starší zástavbě
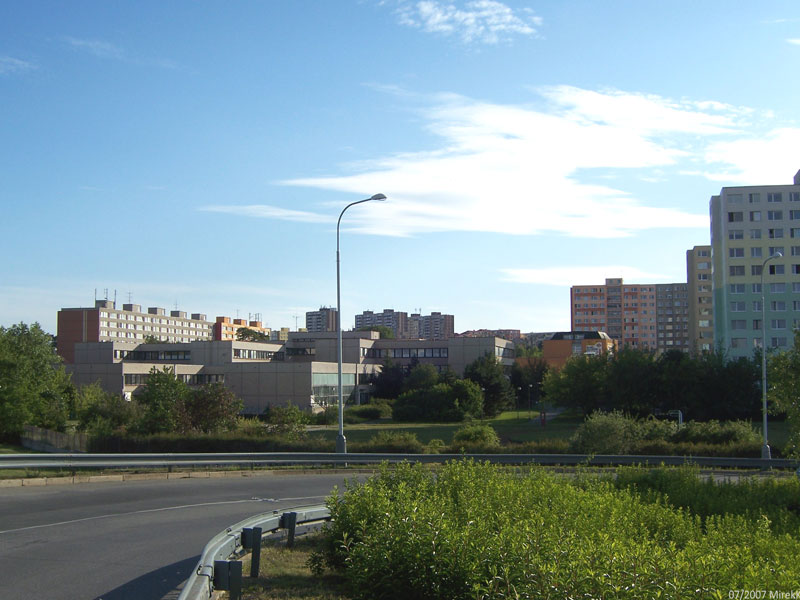
Pohled do centra původní obce
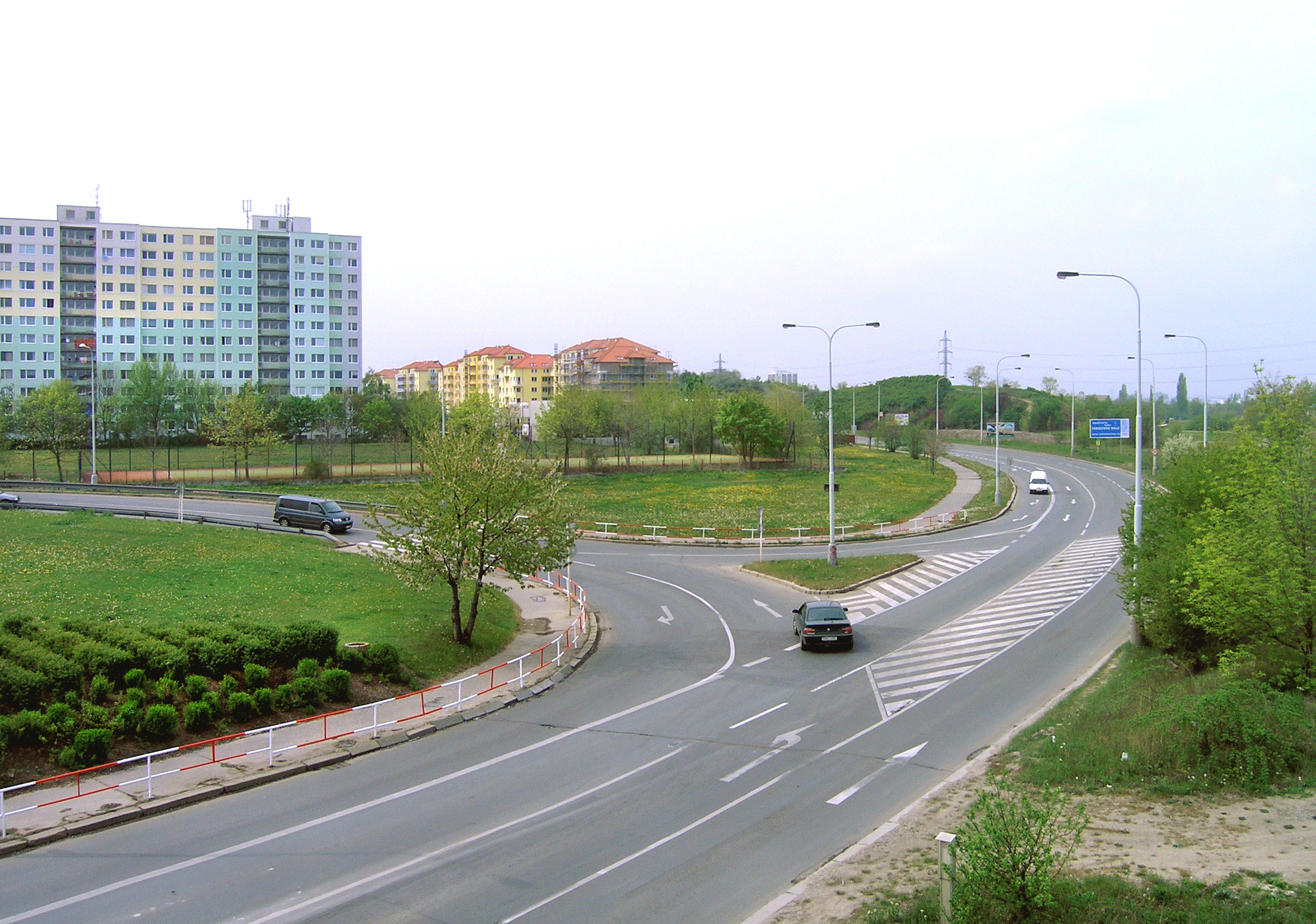
Hornoměcholupská ulice směrem k Hostivaři
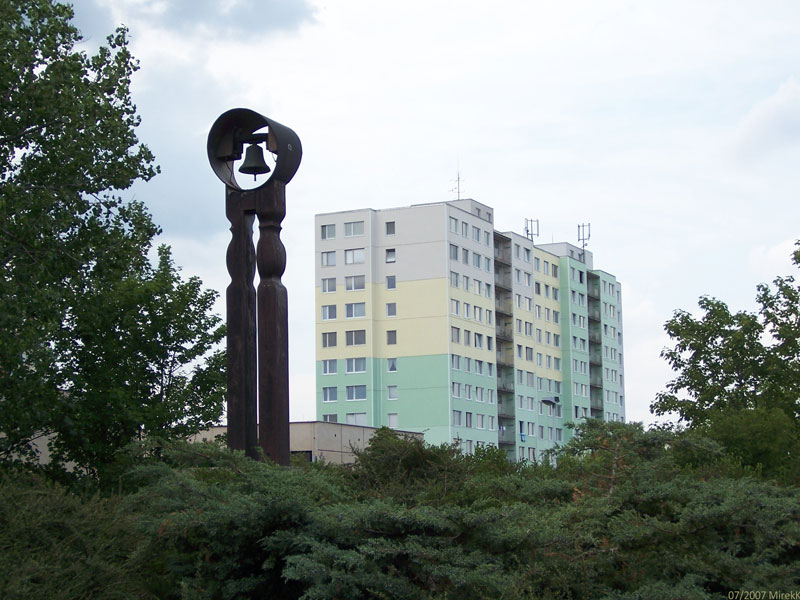
Zvonička Dačická v parku mezi paneláky
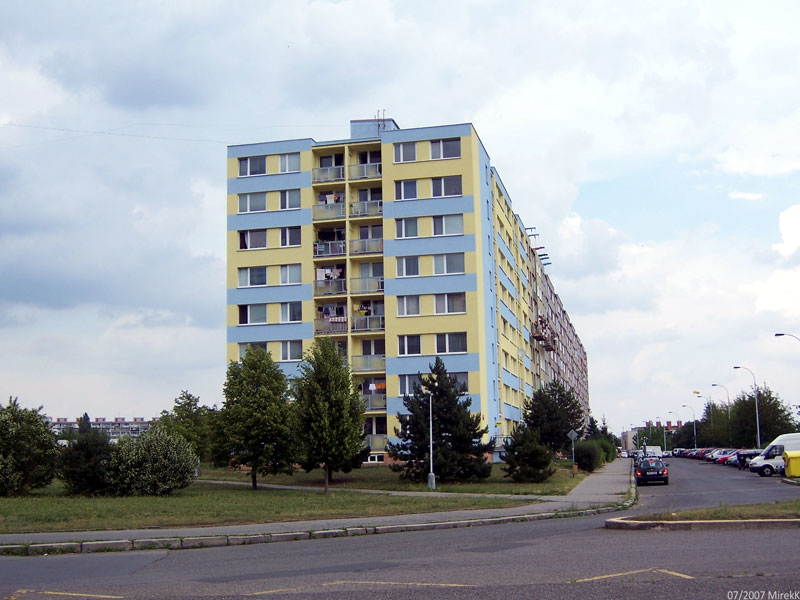
Regenerovaný panelový dům v Janovské ulici
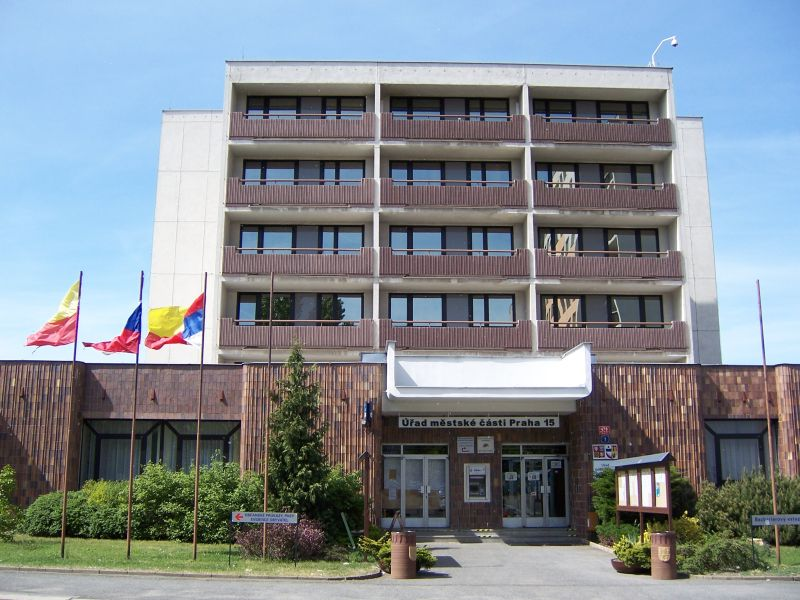
Radnice Prahy 15 v Horních Měcholupech
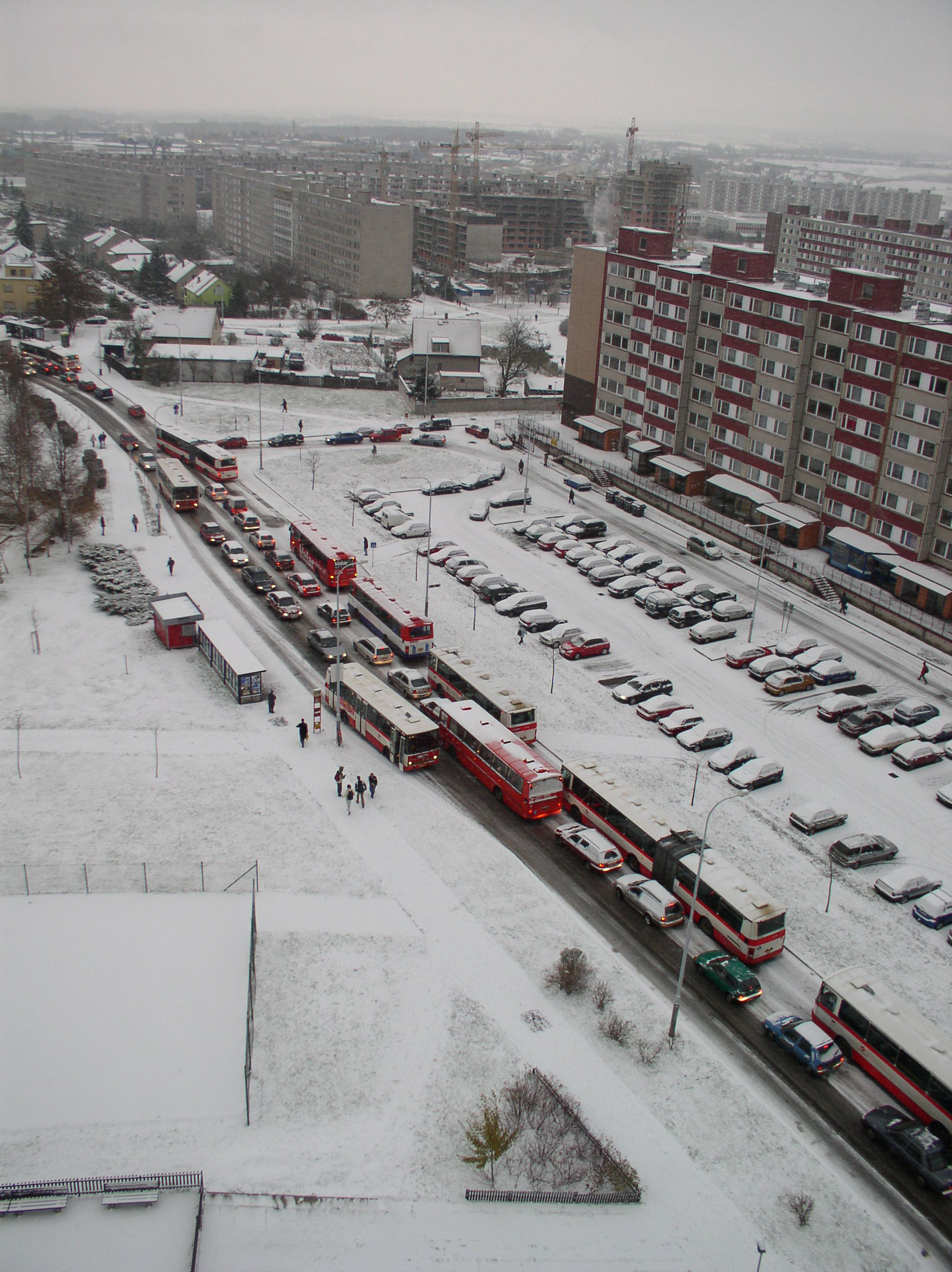
Doprava na sídlišti v zimě 2005
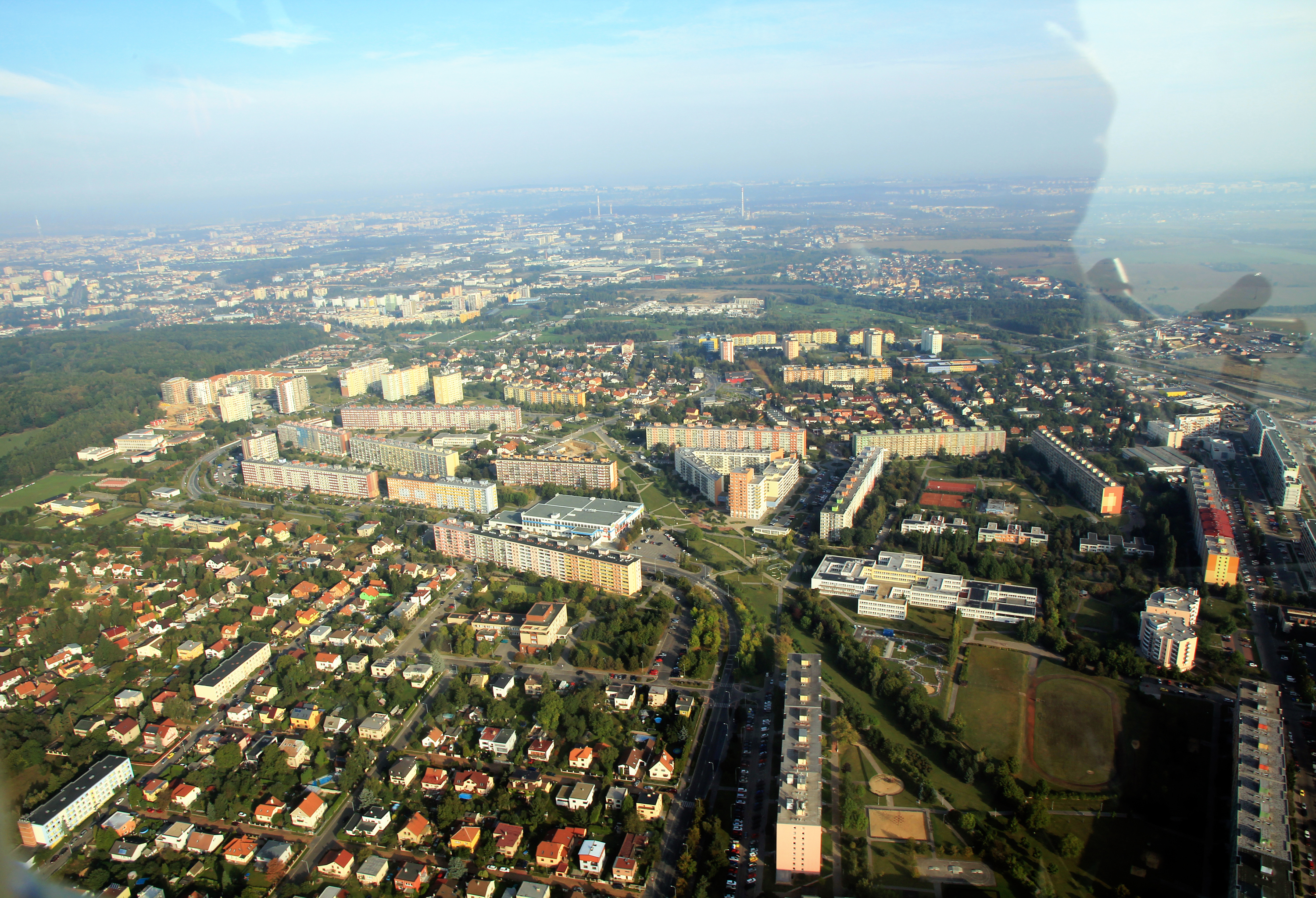
Horní Měcholupy z vrtulníku
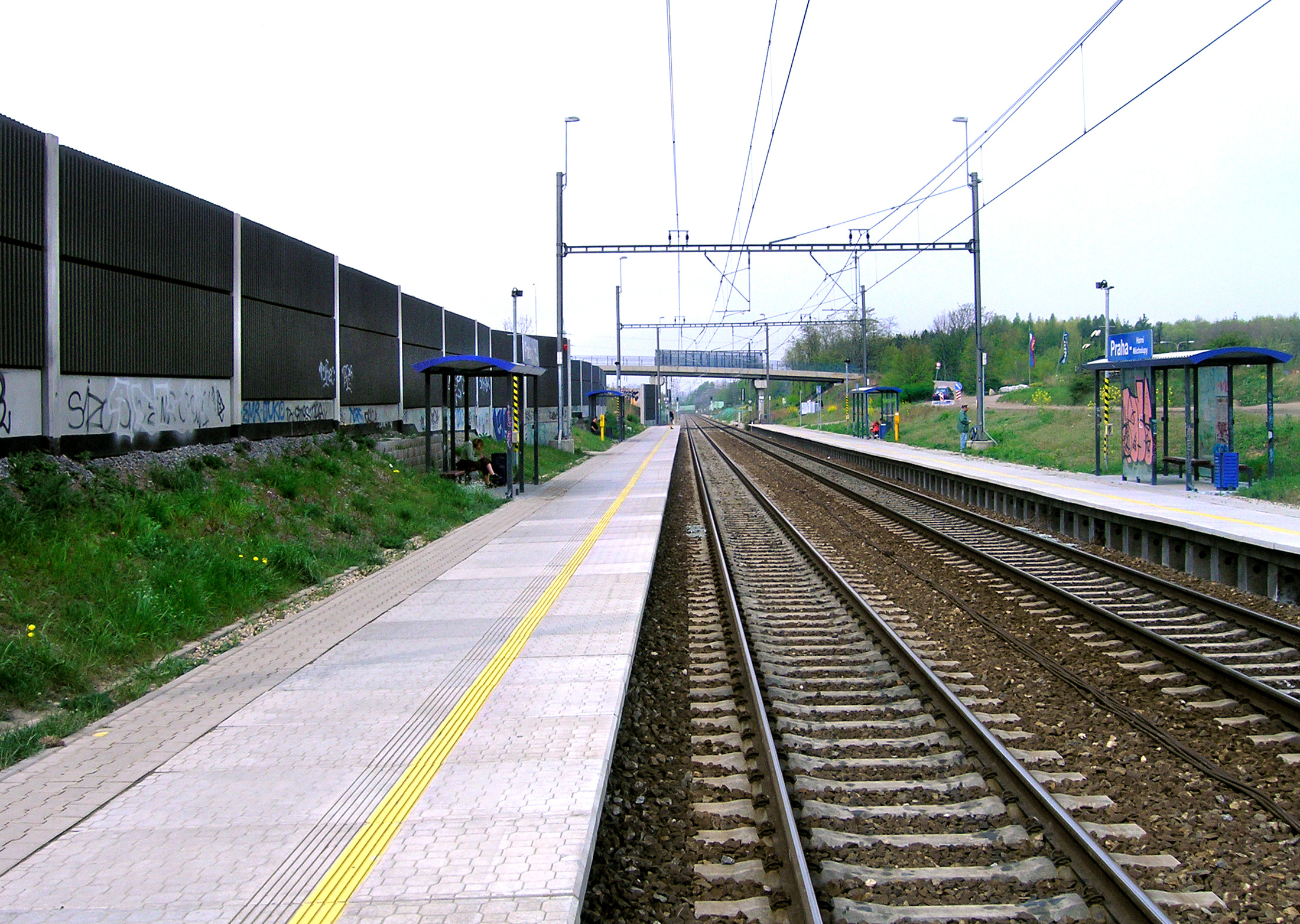
Železniční zastávka